# Classe Charlie
Classe Charlie è il nome in codice NATO dei sottomarini nucleari equipaggiati con missili antinave (SSGN) Progetto 670 Skat, di sviluppo e costruzione sovietica. Costruiti in due versioni principali, entrarono in servizio tra la fine degli anni sessanta ed i primi degli anni ottanta. Sono stati tutti radiati entro la prima metà degli anni novanta.

## Sviluppo
Lo sviluppo dei classe Charlie (chiamati in Unione Sovietica Progetto 670A Skat) fu il risultato della necessità, per la marina militare sovietica, di disporre di sottomarini nucleari di costruzione relativamente economica, che fossero in grado di contrastare con successo i gruppi di portaerei in servizio presso le marine occidentali. Infatti, i classe Papa, anche se piuttosto veloci, erano troppo complessi, tanto che ne entrò in servizio un solo esemplare (il K-162).
La costruzione venne intrapresa presso il cantiere navale di Krasnoe Sornovo, a Nižnij Novgorod, nella seconda metà degli anni sessanta. Il primo esemplare, il K-43, entrò in servizio nel 1968. Questo fu seguito da altre dieci unità, costruite fino al 1972. Successivamente, venne sviluppata una variante migliorata, chiamata Progetto 670M Skat-M (nome in codice NATO: Charlie II), che era di dimensioni maggiori ed imbarcava un sistema d'arma più perfezionato. Di tale versione ne vennero realizzati sei esemplari, fino al 1980.

## Tecnica
I Charlie furono i primi sottomarini sovietici ad essere in grado di lanciare un missile antinave rimanendo in immersione. L'armamento, in origine, avrebbe dovuto essere costituito da otto missili SS-N-9 Siren. Tuttavia, a causa di ritardi nello sviluppo del missile, i tecnici furono costretti a montare i meno sofisticati SS-N-7 Starbright, che erano sostanzialmente una versione perfezionata degli SS-N-2 Styx. Gli SS-N-9 furono invece imbarcati sulla versione Charlie II. In entrambi i casi, i missili erano in tubi singoli, sistemati in due file da quattro poste ai lati dello scafo pressurizzato, dentro lo scafo esterno (soluzione che sarà utilizzata successivamente sui classe Oscar).
Entrambe le versioni erano equipaggiate con sei tubi lanciasiluri da 533 mm, con dodici siluri (o altrettanti missili SS-N-15 Starfish).
Le due versioni differivano invece per le dimensioni. Infatti, i Charlie II erano più lunghi (102 metri) ed avevano un dislocamento superiore (4.500 tonnellate in emersione, 5.400 in immersione). I dati della versione base sono quelli riportati in tabella.
La propulsione era assicurata da un reattore nucleare ad acqua pressurizzata VM-5 da 15 MW, con una singola elica a cinque pale. Quella di avere un solo reattore era una caratteristica unica per i sottomarini da combattimento sovietici, che di solito ne montavano due. Per questa ragione, la velocità massima non superava i 24 nodi, che erano insufficienti per tenere il passo dei gruppi di portaerei occidentali, la cui velocità raggiungeva i 30 nodi.
Molto curato fu il sistema di acquisizione dei bersagli. Con la classe Charlie, infatti, i sovietici cercarono di superare le limitazioni esistenti con i precedenti Echo, che per i tiri oltre l'orizzonte erano costretti a contare sugli aerei da pattugliamento marittimo, molto vulnerabili. I Charlie, invece, erano progettati per ricevere i dati utili al tiro dai sistemi satellitari di sorveglianza oceanica: tali sistemi, però, non si rivelarono molto efficaci, e costrinsero quindi i 670 ad utilizzare i metodi di acquisizione tradizionali.

## Utilizzo

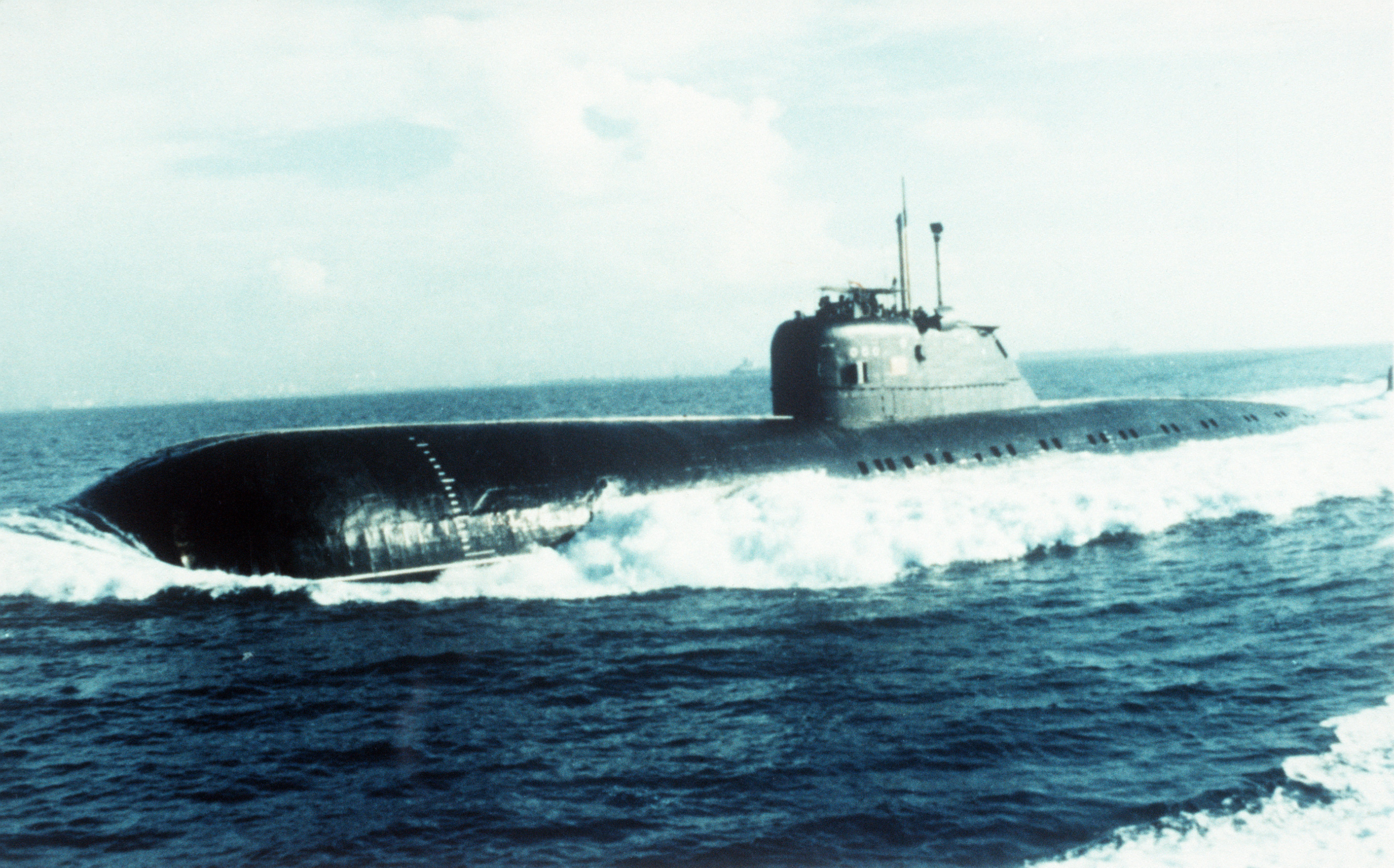
Il Charka nel 1988

Complessivamente, entrarono in servizio diciassette esemplari della classe Charlie.
I Charlie I vennero costruiti tra il 1967 ed il 1972 in dieci unità, al ritmo di due l'anno. Questi prestarono servizio con la Flotta del Pacifico. I Charlie II invece furono fabbricati tra il 1972 ed il 1980 in sei esemplari, che furono utilizzati dalla Flotta del Nord. Il rapporto di produzione più basso di questi ultimi lascia pensare che il progetto non sia stato trovato soddisfacente.
I Charlie vennero tutti radiati nella prima metà degli anni novanta.